# Alexandru Ioan Morțun
Alexandru Ioan Morțun (n. 16 iulie 1951) este un fost senator român în legislaturile 1996-2000, 2004-2008 ales în județul Mehedinți pe listele partidului PNL. Alexandru Ioan Morțun este medic primar. În cadrul activității sale parlamentare în legislatura 1996-2000, Alexandru Ioan Morțun a fost membru în grupul parlamentar de prietenie cu Statele Unite Mexicane iar în legislatura 2004-2008, în grupurile parlamentare de prietenie cu Regatul Spaniei, Republica Serbia și Republica Macedonia. În legislatura 1996-2000, Alexandru Ioan Morțun a inițiat 12 propuneri legislative, din care 1 a fost promulgată lege iar în legislatura 2000-2004, a inițiat 19 propuneri legislative, din care 2 au fost promulgate lege. 